# 로티보이
로티보이(Rotiboy)는 말레이시아의 제빵점이다. 번 이외에 커피, 차, 아이스크림 등도 판매한다.

## 개요 및 역사
1998년 히로 탄(Hiro Tan)에 의해 전 세계에 번(bun)을 소개한 오리지널 브랜드로 싱가포르에 인터내셔널 본사가 있다. 말레이시아에서 사업을 시작하여, 싱가포르, 태국, 중화민국, 인도네시아에 이어 2007년 3월는 대한민국에도 진출하였다.
대한민국에서는 이화여자대학교 앞에서 첫 점포를 연 것을 시작으로 전국에 체인을 두고 있었으며, 큰 인기를 얻었다. 그러나 2012년 운영사의 부도로 인하여 사업자가 본사의 지사로 변경되었고, 매장 수도 많이 축소되었다.
로티보이의 빵은 빵 반죽 속에 버터필링이 되어있는 생지를 발효시킨 후, 그 위에 커피크림을 토핑해 오븐에 넣어 약 15분간 구워낸 빵으로 일반적으로 번(Bun)이라고 불린다.